# Brachiaria arrecta
Brachiaria arrecta är en gräsart som först beskrevs av Théophile Alexis Durand och Schinz, och fick sitt nu gällande namn av Sydney Margaret Stent. Brachiaria arrecta ingår i släktet Brachiaria och familjen gräs. Inga underarter finns listade i Catalogue of Life.